# Instituto de Investigaciones Históricas Leoni Pinto (INIHLEP)
El Instituto de Investigaciones Históricas Dr. Ramón Leoni Pinto, también conocido como INIHLEP, es una institución argentina de educación superior e investigacióndependiente de la Universidad Nacional de Tucumán. Creado el 30 de junio de 1988, es uno de los institutos de investigación con más trayectoria en la provincia de Tucumán. El Instituto organiza cursos de posgrado sobre temas de historia, geografía y de ciencias sociales en general, dictados por profesores de la Universidad Nacional de Tucumán y de otras universidades argentinas y extranjeras. Desde 1994, INIHLEP, junto al Instituto de Estudios Geográficos, organiza el Doctorado en Ciencias Sociales, primer programa de estudios de posgrado en ciencias sociales de la provincia de Tucumán.
Con el auspicio de la Secretaría de Ciencia, Arte e Innovación Tecnológica de la UNT, en INIHLEP se radican diversos programas de investigación especializados en la historia de Tucumán, Argentina y América Latina. INIHLEP posee su propio sello editorial, incluyendo la revista Historia de las Prisiones, dirigida por los doctores José Daniel Cesano (UNC) y Jorge Núñez (CONICET) y la revista Anuario del INIHLEP, dirigida por la Dra. Matilde Silva.
El Instituto de Investigaciones Históricas Dr. Ramón Leoni Pinto posee estándares de excelencia en investigación histórica así como también con archivo propio (colección de revistas, microfilms), lectora de microfilms y una importante biblioteca especializada. El logo del Instituto fue creado en el año 2016 por la artista visual tucumana Romina Rosciano Fantino.

## Sobre el Dr. Ramón Leoni Pinto (1934-1998)
Ramón Antonio Leoni Pinto nació en la ciudad de Santiago del Estero en 1934 y se radicó en Tucumán a los 18 años para iniciar sus estudios universitarios. Obtuvo en la Universidad Nacional de Tucumán el título de Profesor en Historia. Poco tiempo después ganaría por concurso la cátedra de Metodología y Técnicas de la Investigación, en la carrera de Historia de la Facultad de Filosofía y Letras. Asimismo, Leoni Pinto fue miembro correspondiente de la Academia Nacional de Historia, a la que se incorporó en 1987 con un disertación sobre “El aporte de Juan B. Terán a la historiografía de Tucumán”. 
A lo largo de su extensa carrera publicó numerosos artículos de investigación y divulgación en revistas y periódicos, se desempeñó por muchos años en el diario La Gaceta. Leoni Pinto fue incorporado a la Academia Nacional de la Historia como miembro correspondiente en el año 1987, con una disertación titulada "El aporte de Juan B. Terán a la historiografía de Tucumán". En 1995 obtuvo el título de Doctor en Historia con una tesis titulada “Tucumán y el norte argentino durante las guerras de independencia (1810-1825)”, bajo la dirección del doctor Edberto Oscar Acevedo. Su último libro publicado en vida fue “Obra y pensamiento historiográfico de Bernardo Canal Feijóo”, que se conoció en 1998, el mismo año de su fallecimiento. Luego de su muerte, el Instituto de Investigaciones Históricas fue bautizado con su nombre, pasando a ser conocido como INIHLEP. En el año 2007, la tesis doctoral de Leoni Pinto fue publicada de manera póstuma en una coedición llevada a cabo por la Academia Nacional de la Historia y la Universidad Nacional de Tucumán.

## Directores del INIHLEP
Luis Marcos Bonano (1988-1992) 
Enriqueta Bezián de Busquets (1992-1996)
Ana Nélida Baraza de Fonts (1996-1998)
Judith Casali de Babot (1998-2002)
Luis Marcos Bonano (2002-2006)
Gabriela Tio Vallejo (2006-2011)
Norma Ben Altabef (2011-2015)
Oscar Américo Pavetti (2015-2021)
Matilde María Silva (2021-2025)